# Age of Empires
Az Age of Empires („A Birodalmak kora”; röviden AoE, esetleg Empires) egy közismert számítógépes valós idejű stratégiai játék (RTS), melynek háttértörténetét a történelmi ókor nagy kultúrái közti viszonyok (háborúk és szövetségek) adják. A játékot az Ensemble Studios fejlesztette ki 1997-ben, kiadója a Microsoft. Miután a játék általában kedvező kritikákat kapott és népszerű lett, 1998-ban megjelent egy kiegészítése (Age of Empires: The Rise of Rome), majd ezt annyi folytatás és változat követte, hogy mára az AoE egész sorozattá nőtt (Age of Empires II: The Age of Kings, Age of Empires III, Age of Empires IV, Age of Empires Online). Az Age of Empires ill. AoE nevek nemcsak e sorozat első tagját, de az egész sorozatot is jelölik. A játék a történelmi tárgyú stratégiai videójátékok egyik úttörője volt.
Összhangban az RTS műfaj lényegével, az Empires következőképp írható le: egy természetet (föld, sziklák, víz, kövek, növényzet és egyes állatok) imitáló térképen épületeket építhetünk, bennük civil és katonai egységeket gyárthatunk és irányíthatunk más területekre, azokkal megfelelő helyekről nyersanyagokat gyűjthetünk, illetve más játékosok egységeit és épületeit megsemmisíthetjük velük. A játék célja beállítástól függően más és más lehet (ld. játéktípusok), például egy terület vagy objektum felfedezése, elfoglalása, sőt bizonyos ideig való megtartása, leggyakrabban egy másik játékos épületeinek és egységeinek teljes megsemmisítése, esetleg bizonyos mennyiségű nyersanyag összegyűjtése stb. Egy adott játékcélhoz, küldetéshez egy adott térkép járul, ezek egysége a küldetés (scenario). Több, tematikusan avagy logikai kapcsolatban álló, vagy más módon összetartozó küldetés alkot egy küldetéssort (campaign [= „hadjárat”]). A játékhoz több „gyári” hadjáratot mellékeltek, amelyek általában híres és jelentős ókori keleti birodalmak vagy háborúk történetét dolgozzák fel, de egy editort is (vagyis küldetés- és pályaszerkesztőt), amellyel bármelyik játékos megszerkesztheti saját játéktérképeit, és küldetéseket, küldetéssorokat is írhat hozzájuk.
Az AoE legtöbb küldetésének lényege a harc, mi több, a támadó jellegű harc. Nem érdemes és általában nem is lehet túlságosan nagy és bonyolult városokat és birodalmakat építeni (ellentétben a Civilization sorozat játékaival), a korabeli társadalmi és gazdasági összetevők, struktúrák szimulációja csak jelzésszerű (a változatosság növelésére szánva, és nem a játék részletesen feldolgozott fő elemét képezve). Noha valamivel már kifinomultabb, mint a megelőző jelentős RTS-ek (pl. a C&C vagy a Warcraft II.) esetében, de így is elsősorban a háborút szolgálja.
Az AoE a „Genie” motorra épül (ugyanúgy, mint például a későbbi Star Wars: Galactic Battlegrounds). Mint a legtöbb RTS a 20–21. század fordulóján, izometrikus grafikát használ.

## Készítők
Az Age of Empires (eredetileg „Az ember hajnala” – Dawn of Man munkacím alatt) nemcsak az Ensemble Studios első játékfejlesztése volt, de történelmi-ókori témaválasztásában úttörőnek számított. Megjelenésének idején a piacot a sci-fi / fantasy RTS-ek uralták (Warcraft sorozat, Command & Conquer), az egyetlen közismertté váló történelmi tárgyú stratégia Sid Meier Civilizationje (I.-II.) volt. A témaválasztásban nemcsak a Civilization mint minta követése, de az újat alkotás, a sci-fi/fantasy kliséktől való elszakadás szándéka is jelen volt: „A történelmi témaválasztásból több előny is származik. A játékosnak nyilván van bizonyos előzetes elképzelése, hogy mit kell csinálnia, tehát, hogy hogyan is irányítsa a játékot. Nem kell mindenféle áltudományos okfejtést megtanulnia, mi is történik éppen – a történelem fogódzót ad nekünk, amibe csimpaszkodhatunk. Minthogy a legtöbb készülőben lévő játék ebben a műfajban sci-fire vagy fantasyre épül, a mi témaválasztásunk segít abban, hogy kiemelkedjünk.” A témaválasztást gondos kutatás követte, hogy az egységek és épületek fajtában, kinézetben, történelmileg, az animációk pedig látványban, valószerűségben minél hitelesebbek legyenek. Az AoE súgójának egyébként része egy több száz bejegyzést tartalmazó kislexikon is, ahol nagy vonalakban – egy nagyközönségnek szánt ismeretterjesztő munka színvonalán – tárgyalják a civilizációk és egységek valós, történelmi vonatkozásait.
A játék vezető tervezője (lead designer) Rick Goodman volt; másik két fő tervezője pedig Brian Sullivan és Bruce Shelley.
Bruce Shelley professzionális programozó, aki az Ensemble-nál (amelynek társ-alapítója volt) betöltött állása előtt együtt dolgozott Sid Meierrel a Microprose-nál. Meier híres történelmi stratégiai játéka, a Civilization, bevallottan inspirációt és mintát jelentett Shelley számára az AoE fejlesztésénél, annak ellenére, hogy már a műfaji különbözőség (valós idejű stratégia – körökre osztott stratégia) is sok eltérést okozott a játékmenetben. A szakma az AoE megjelenésekor – többé-kevésbé pozitívan – hasonlóan értékelte a két játék viszonyát (lásd Párhuzamok a Warcraft és Civilization II.-vel).
A mesterséges intelligencia programozása Dave C. Pottinger műve, a multiplayer funkciók fejlesztését Mark Terrano végezte; a képi megjelenésért, a művészeti kialakításért Tony Goodman (Shelley mellett szintén Ensemble társalapító, továbbá a szervezet igazgatója) volt felelős, a zene pedig főként Stephen Rippy munkája (ahogy az egész AoE sorozaté is), akinek testvére, David Rippy is besegített, valamint Kevin McMullan. A zenei stáb munkáját ugyanolyan szorgos és eredményes történeti kutatás előzte meg, mint általában; az előadáshoz használt hangszereik korabeli típusúak (bár nem korabeliek), illetve ilyen hangszerek digitális mintái.
A nem-zenei hanghatások az Ensemble harmadik Rippyje, Chris Rippy vezetésével készültek (emellett a beépített küldetések készítésében is részt vett). Ő találta ki azt az angolra (is) emlékeztető, de valójában nem létező halandzsa-nyelvet, amelyet az egységek „beszélnek”. A stábból sokan úgy gondolták, hogy ezt a nyelvet főleg családtagjai és ismerősei eltorzított neveiből állította össze, Rippy csak annyit ismert el ebből, hogy a felesége neve két ilyen hangfájlban valóban szerepel.

## Főbb elemek

### Nyersanyagok
A nyersanyagok a következők:
1. Étel (food). Ezt részben a vizes területeken lévő hallelőhelyekről (fishing tunes) lehet munkásokkal (villagers/fishermen) vagy halászhajóinkkal kinyerni, részben munkásokkal (villagers/foragers) bokrokról összegyűjteni, részben ugyanezekkel (villagers/hunters) állatokat[2] lehet leölni és húsukat a nyersanyaggyűjtő épületekbe (raktár, storage pit) szállítani. Van az étel nyerésének egy megújuló módja is, nevezetesen farmok építése és azon munkások (villagers/farmers) dolgoztatása (megújulón azt értjük, hogy a kimerült farm újjáépíthető). Az egységek (munkások és katonák) gyártása bizonyos ételköltséget igényel, ezen kívül a technológiák felfedezése (ide értve a korszakváltást is) szintén tetemes mennyiségű ételt emészt föl.
2. Fa (wood). Az étel mellett a másik alapvető nyersanyag. Az épületek építéséhez, illetve bizonyos egységek (hajók, íjászok, ostromgépek) gyártásához fára van szükség. A fa egyedüli lelőhelyei a térképen található erdők, melyek fáit a munkások (villagers/wood cutters) kivághatják és a raktárakba szállíthatják.
3. Kő (stone). A kő lelőhelyei a térképen kőhalmokkal jelzett kőbányák (stone mines), tárolóhelyéül szintén a raktárak szolgálnak. Kőből városfalakat és őrtornyokat lehet építeni, ezen kívül az ostromgépek gyártásához is szükséges.
4. Arany (gold). Az arany lelőhelyei a térképen csillámló kőhalmokkal jelzett aranybányák (gold mines); vele az erős katonai egységek előállításának költségét és a technológiák felfedezését finanszírozhatjuk. Az első három nyersanyag alkalmat ad kereskedésre, mely ebben a részben kizárólag vízi úton lehetséges: az összegyűjtött nyersanyagokat kereskedőhajók segítségével a készleteink erejéig aranyra cserélhetjük.[14]

A nyersanyaglelőhelyek egyike sem megújuló forrás, például a hallelőhelyekből 250 egységnyi élelmet lehet kinyerni, aztán megszűnnek, hasonlóan az erdők sem képesek kivágásuk után újranőni, az állatok sem szaporodnak (eltérően pl. a Sierra Pharaoh városszimulátorától).
A fa az AoE nagyon fontos nyersanyaga. A fa a farmok révén igen nagy haszonnal étellé változtatható (75 egység fa szükséges egy farm építéséhez, amiből akár 300-400 egységnyi élelmet is ki lehet termelni), az arany pedig kereskedés révén nyerhető a többi nyersanyagból. Kőből pedig általában kevés van, és a bányákon kívül semmilyen módszerrel nem nyerhető ki.

### Civilizációk és korszakok
A játék során választhatunk vagy a gép meghatároz nekünk egy civilizációt is (Az AoE I.-ben 12 db). A civilizációk egymástól nemcsak a grafikus megjelenítésben különböznek (máshogy néz ki egy egyiptomi templom, mint egy hettita), de apróbb különbségek lehetnek a fejlettebb katonai egységekben (egyes civilizációkat választva nem gyárthatunk feltétlenül olyan katonatípust, például harci szekeret, mint egy másikban) és az azonos típusú egységek támadó- és védőerejében is.
Az egységek stratégiai pontjaiban (támadóerő, támadási gyorsaság, páncélzat, mozgási sebesség, látókör stb.) civilizációnként megvalósuló eltérések a civilizációs bónuszok. Pl. az asszírok szekeres íjászai 40%-kal gyorsabban tüzelnek, a kínai munkások 30%-kal olcsóbbak, az egyiptomi papok pedig 3 cellával messzebbre látnak (és térítenek), mint a többi civilizáció esetében; de van egy gyengítés is (a perzsa farmokból 30%-kal kevesebb élelmet lehet kinyerni).
A civilizációs bónuszok a szcenáriókban és hadjáratokban nem érvényesülnek (kikapcsolódnak) abban az esetben, ha az emberi játékos a küldetés indítómenüjében bekapcsolja a „Full Tech Tree” (minden technológia legyen kikutatható minden civilizáció számára) lehetőséget. Játékverziótól (pl. patchek vagy kiterjesztések) függően a bónuszokban minimális eltérések is lehetnek.
A civilizációknak nemcsak a megjelenése és – a „beépített” mesterséges intelligenciának köszönhetően – a stratégiai tulajdonságai térnek el, de általában különféleképp is viselkednek: elsősorban abban, hogy erősen kihasználják a saját bónuszaikat. A számítógép irányította asszír civilizációjú játékosok támadó egységekként sok szekeres íjászt gyártanak (az átlag feletti, 40%-kal megnövelt tüzelési gyorsaságuk miatt), a yamatok lovasokat (az átlag alatti, 25%-kal csökkent nyersanyagköltség miatt), a minósziak kompozitíjászokat, stb.

#### Civilizációtípusok
A civilizációk grafikai megjelenítésükben négyféle alapstílust képviselnek. Az AoE I. főbb civilizációi a következők:
| Távol-keleti                                                 | Közel-keleti                   | Észak-Afrikai (v. egyiptomi)    | Mediterrán (v. görög)              |
| - Ősi Csoszon (koreaiak) - Sang (kínaiak) - Jamato (japánok) | - Babilon - Hettiták - Perzsák | - Sumerek - Asszírok - Egyiptom | - Görögök - Minósziak - Föníciaiak |

A Rise of Rome c. folytatásban egy új, római civilizációtípus is megjelenik, amely négy civilizációt tartalmaz (római, makedón, palmyrai, karthágói).

#### Korszakok
Minden civilizációt végigvihetjük a különböző történelmi korszakok során, ezek: kőkor (Stone Age), szerszámkor (Tool Age), bronzkor (Bronze Age), vaskor (Iron Age). A korszakváltás tetemes mennyiségű nyersanyagot igényel, viszont mindegyik lehetőséget ad újfajta épületek, fejlettebb egységek gyártására és új technológiák kidolgozására (a kőkori civilizációk csak egyfajta egységet tudnak kiképezni (Clubman), és egy technológiát sem ismernek). A korszakok egyébként felfoghatóak egyszerűen a városközpontokban kikutatható, központi jelentőségű technológiáknak is.

#### Diplomácia
A játék „Diplomacy” gombjára kattintás után megjelenő menüben a játékosoknak lehetőségünk van az egyes civilizációkkal való viszonyok (szövetséges = ally, semleges = neutral és ellenséges = enemy) beállítására (a szövetséges egységek nem tudják megtámadni egymást, a semlegesek csak parancsra-kattintásra támadnak civil egységeket, de katonai egységeket automatikusan, az ellenséges játékosok katonai egységei automatikusan rátámadnak egymás civil és katonai egységeire is, ha azok a látókörükbe kerülnek).
Ha van piacunk (market), akkor – szintén a Diplomacy menüpontban – lehetőség van a többi játékossal való nyersanyagcserére (tribute giving).
A diplomáciai beállítások nem feltétlenül kölcsönösek. Az AoE-ben ellenséges automatikus játékosokkal szövetkezni- igen nehéz, voltaképp csak akkor lehetséges, ha a pályatervezők erre kiemelt figyelmet fordítanak. Ezért az, hogy ellenséges játékost szövetségesül magunk mellé állítsunk, általában lehetetlen. A szövetségesi, illetve semleges viszony viszont felbomolhat, ellenségességgé változhat a játék során. Ez lehetséges kétféle módon is: ha az automatikusa játékos megpróbál megadóztatni minket, de nem adunk neki semmit. A másik lehetőséget a "baráti tűz" jelensége okozza.
A "baráti tűz" jelenségét az okozza, hogy a katapultok és katapulthajók lövedékeinek terület- és nem egységspecifikus hatása van, így ha egy szövetséges egység épp az általunk katapulttal támadott területen tartózkodik, az egység sérülése hatására szövetségesünk fel is bonthatja a jó viszonyt. De "baráti tüzet" jelenthetnek a pappal áttérített egységek is. Ha egy ellenséges egységet pappal áttérítünk, épp miközben egy szövetségesünk egységeit támadja, előfordulhat, hogy az áttérés átmeneti fázisában kilőtt ellenséges lövedéket a szövetségesünk a mi lövedékünkként, összességében véve pedig, szintén "baráti tűzként" értelmezi. Az utóbbi jelenség azonban rendkívül ritkán fordul elő.
Az adóztatás és szövetségfelbontás beállításai a *.per fájlokban végezhetőek el, de a lehetőségek elég korlátozottak.

### Épületek és egységek
1. Civil épületek:
  1. Házak: A játék civilizációnk létszámát 50 főre korlátozza.[17] Ezen a korláton belül a házak biztosítják népességünk fenntartását: új ház építése szükséges 4 új egység (akár hajó, akár munkás, vagy katonai egység) fenntartásához (ilyen funkciója a városközpontnak is van).
  2. A legelapvetőbb épület a városközpont (town center), amely mindenféle nyersanyagtárolásra is szolgálhat, és az egyetlen hely, ahol munkásokat gyárthatunk. Új városközpontokat a meglévő mellé csak a bronzkortól építhetünk, miután már van városháza (government center) a városunkban. A legtöbb pályán egyébként induláskor csak egy városközpont és néhány munkás áll a játékos rendelkezésére.
  3. A raktározó épületek kizárólag nyersanyagtárolásra jók: a raktárba (storage pit) a vadászattal és halászattal szerzett élelem, a fa, a kő és az arany gyűjthető, a magtárba (granary) pedig kizárólag a gyűjtögetéssel vagy farmgazdálkodással szerzett élelem.
  4. Farmok: élelemtermelésre használhatóak. Farmonként 1 munkás szükséges.
  5. Városháza v. kormányzóság (government center): Egységek nem képezhetőek benne, kizárólag technológiai fejlesztésekre szolgál.
  6. Templom (temple): A templomban papokat képezhetünk, akik nemcsak sérült egységek gyógyítására jók, de térítő (converting) képességük lehetőséget ad rá, hogy egy ellenséges egységet a magunk oldalára állítsunk; mindkét funkciójukban a hadviselésnek is fontos részei.
  7. „Csoda” (wonder): A vaskortól kezdve minden játékosnak lehetősége van egy igen költséges épület, ún. „csoda” (vö. „a világ hét csodája”) építésére, mely 1000-1000-1000 fát, aranyat és követ igényel. Ezen épület megjelenése civilizációcsoporttól függ, az egyiptomiaknál és a többi észak-afrikai civilizációnál piramis, a mediterrán/görög típusú civilizációknál egy hoplita harcos óriási szobra, a közel-keletieknél egy zikkurat, az ázsiaiaknál pedig egy kör alaprajzú, pagodaszerű épület (az AoE RoR folytatásban a római civilizációcsoport csodája egy óriási kolosszeum). Ez az épület a súgófájlok szerint "demonstrálja civilizációd prosperitását", azonban ennél többre is jó, mivel egy randommap-játékban felépítése a győzelmet is jelentheti. Utóbbi ötlet legfontosabb támogatója a stábban Marc Terrano, a multiplayer szekció fejlesztője volt, és számos más játékelemhez hasonlóan, az inspirációban szerepet játszott a Civilization.[9]
2. Katonai épületek: a következők: barakk (barracks) és akadémia (academy) a könnyű- és nehézgyalogság gyártására, íjászat (archery range) az íjászok gyártására, valamint istálló (stable) a lovasság képzéséhez, végül pedig az ostromgépgyár (siege workshop) a katapultok és balliszták gyártására jó.
3. Vegyes épületek: A dock (kikötő). A kikötők csakis a földterületek és vizek határára építhetőek, a halászhajók (fishing boats, fishing ships), az egységeket szállító hajók (transport ships), a kereskedőhajók (trade ships, mercant ships) és hadihajók (scout ships, war galleys, triremes és katapulttal felszerelt ostromhajók) gyártására szolgálnak.

Az egységek legkézenfekvőbb módon civil és katonai, ill. vízi szárazföldi típusúakra oszthatóak.
1. Civil egységek:
  1. Munkások: ők végzik a nyersanyaggyűjtést (ide értve a halászatot, vadászatot, gyűjtögetést, farmgazdálkodást, favágást, kő- és aranybányászatot), és ők építik az épületeket. Harcolni is képesek, de támadó erejük a katonai egységekéhez képest csekély.
  2. Papok: Gyógyításra és az ellenséges egységek áttérítésére képesek. Elég drágák (125 arany).
  3. Halászhajók: a halászbárka (fishing boat) és fejlettebb formája, a halászhajó (fishing ship).
  4. Szállítóhajók: 5 egység szállítására képes a szállítóbárka (transport boat) és 10 egységére ennek fejlettebb formája, a szállítóhajó (transport ship). Utóbbi nagyobb helyigényű és sokkal masszívabb.
2. Katonai egységek:
  1. Hadihajók: a legegyszerűbb hadihajók az apró cirkálók (scout ship), gyorsak és mozgékonyak, de gyengék és támadóerejük csekély. A komolyabb hadi célokra elsőként használható hajóforma a cirkáló továbbfejlesztett változata, a hadigálya (war galley). A legerősebb hajótípus a vaskortól kezdve építhető háromevezősoros hadihajó (trireme). Ezek nagyok, sokkal nehezebben elpusztíthatóak és számottevő támadóerővel rendelkeznek. Ezek mellett építhetünk katapulthajókat, ezek formái a katapulthajó (catapult trireme) és ennek továbbfejlesztése, a juggernauth. A katapulthajók sokkal nagyobb támadóerővel és hatótávolsággal rendelkeznek, mint a közönséges hadigályák, de sokkal sérülékenyebbek.
  2. Könnyűgyalogság: A barakkban kiképezhető egységek. Ennek formái az 50 egységnyi élelembe kerülő és bunkóval támadó kőkorszaki harcos (clubmen), továbbfejlesztése a harci szekercés (axemen). A bronzkortól kezdve komolyabb egységek is gyárthatóak, ezek azonban már aranyat is igényelnek: alapformája a kardvívó, amit tovább-és tovább lehet fejleszteni (short swordsman, broad swordsman, long swordsman, legion). Távolsági hadviselésre alkalmas könnyűgyalogos a parittyás (slinger). Ezek a közönséges íjászoknál nagyobb támadóerejűek, de sérülékenyebbek, és gyártásuk arany helyett követ igényel, ami általában legkevésbé pazarolható erőforrás az AoE-ben, mivel csakis a nem-megújuló kőbányákból nyerhető.
  3. Nehézgyalogság: Az akadémiákban kiképezhető, igen nagy támadóerejű, de a könnyűgyalogságnál drágább egységek. Egyetlen alapformája van, a hoplita, azonban ez továbbfejleszthető (hoplite, phalanx, centurion). A nehézgyalogosok gyenge pontjai, hogy relatíve lassúak, és az ostromgépekkel szemben nemigen ellenállóak (a fejlettebb kardvívók, mint a long swordsman, például sokkal inkább).
  4. Íjászok: az íjászatokban (archery range) képezhető egységek. Az íjásznak öt alapformája van. Az egyszerű íjász (bowman) relatíve kis támadóerejű és sérülékeny, viszont olcsó (aranyat sem igényel, csak némi élelmet és fát). A legtöbb civilizáció egy másik íjásztípus kiképzésére is képes, ez az kompozitíjász (improved bowman, és továbbfejlesztése, a composite bowman). Aranyat igényel a kompozit-íj kifejlesztése és magának az egységnek a gyártása is. A harmadik alapforma, mely azonban nem minden civilizáció számára elérhető, a harci szekeres íjász (chariot archer). A negyedik alapforma a gyors és a többihez képest erős lovasíjász (horse archer, heavy horse archer). Szinte elpusztíthatatlan (az őrtornyok védőerejével felérő), bár a többinél nem sokkal nagyobb támadóerejű egységek az elefántos íjászok (elephant archer); igaz, viszonylag drágák. Ellenük még a katapult sem mindig hatásos fegyver, méltóbb ellenfelük a nehézgyalogság.
  5. Lovasság: a legolcsóbb, de leggyengébb egység a 100 élelembe kerülő felderítő (scout). Támadó- és védekezőereje a nem-kőkorszaki egységekéhez mérten csekély, azonban a kőkorszaki egységek között a legerősebbek közé tartozik. Az aranyba is kerülő nehézlovasság egyre fejlettebb formái a cavalry (lovag), a heavy cavalry (páncélos lovag), ill. a cataphract (nehézlovas). Nem mindegyik civilizáció képes a harci szekerek gyártására (egylovas formája a chariot, továbbfejlesztett, kétlovas változata a scythe chariot). A harci szekér sérülékeny, de olcsó (aranyat nem igényel, csak fát) gyors és nagy támadóerejű egység, továbbfejlesztése, a szkíta szekeres pedig masszív és elég gyors támadóerőt képvisel. Szintén nem mindegyik civilizáció képes harci tevék ill. harci elefántok kiképzésére. A harci elefánt lassú, drága, de igen erős és nehezen elpusztítható, ideális az őrtornyok lerombolásához. A tevés harcosok alig olcsóbbak, mint a nehézlovasság, támadóerejük is alig csekélyebb, de jóval sérülékenyebbek.
  6. Ostromgépek: Két formája a katapult (stone thrower, catapult, heavy catapult) és balliszta (ballista, ill. továbbfejlesztése). A katapult kőgolyókat lő ki (a kormányzópalotában ezek hatásosabb tüzes lövedékekké is fejleszthetőek ), az egyetlen szárazföldi egység, ami képes a saját egységeink elpusztítására. Ez azért lehetséges, mert lövedéke mindent rombol, ami a támadóterületén található, fejlettebb nehézkatapult esetében például az ott található fákat is (a köveket, sziklákat azonban nem). A katapultok nagyon drágák, fa- és aranyköltségük is nagy; nagyon lassúak, és ha sikerül őket megközelíteni, gyerekjáték az elpusztításuk. A balliszták óriási nyílpuskákhoz hasonlatosak, sokkal kisebb támadóerejűek és lőtávuk is a katapultnál, de hasonlóképp gyengék. Igaz, gyorsabban mozognak és gyorsabban is tüzelnek.
  7. Egyéb egységek. Olyan egységek is vannak, amiket nem gyárthatunk le (szabályos módon) játék közben, de elérhetőek a küldetésépítőből. Ezek egy része easter egg-szerű, és különféle kódokkal is előhívható játék közben, mint a photon man, a medusa (ez a munkás egy olyan formája, aki nem képes munkát végezni, de halála esetén katonai egységgé változik), a kétéltű katapulthajó (flying dutchman), vagy a lézertorony (laser tower). Az online nem gyártható egységek másik fontos típusa a hősök (heroes) csoportja. Ezek grafikai megjelenésükben hasonlítanak a közönséges egységekre, de különleges tulajdonságokkal rendelkeznek, például sokszorosára növelt támadó- vagy védekezőerővel. Általában különféle mitikus vagy történelmi alakokról vannak elnevezve (Iason, egy megerősített kardvívó, Amon-ra, aki egy módosított pap, vagy Hersifon, egy munkás-hős, avagy Alexander, egy pusztító erejű nehézlovas). A harmadik csoportot a gaia-egységek jelentik (elefántok, tereptárgyak stb.). A negyedik csoportot a változatosság növelésére szánt, de nem chaet-szerű rejtett egységek jelentik, mint a tükörtorony (mirror tower), a szelídített oroszlán (lion-tame) vagy az egyszemélyes szállítócsónak (raft), a látótérrel nem rendelkező lovas (zsoldos, mercenary) vagy a mozgásképtelen és szintén látótér nélküli pap (blind lame priest).

### Technológiák
A technológiák beépített egyszeri lehetőséget jelentenek egységeink fejlesztésére. Nyersanyagköltségük többnyire tetemes, de segítségükkel megnövelhetjük egységeink hatékonyságát. Két technológiatípust különböztethetünk meg:
1. Újfajta egységek felfedezése[18]
2. Régi egységek hatékonyabbá tétele: egyes technológiák megnövelik a katonák támadóerejét, a papok vagy a munkások mozgási sebességét vagy anyagszállítási kapacitását stb.

Ha egy technológiát felfedeztünk, akkor a játék (scenario) végéig így maradunk (még akkor is, ha az épületet, melyben felfedeztük, vagy az összes hasonló épületet is, elpusztítják), de előfordulhat, hogy a küldetéssor következő küldetésében ismét elölről kell kezdenünk mindent.
A technológiák – akárcsak az épületek – előfeltételességi faszerkezetbe rendeződnek: bizonyos technológiák elérésének feltétele, hogy más technológiák kutatása befejeződött légyen.

## Egyéb jellemzők
A játék bizonyos jellegzetességei az AoE sorozat összes darabjára jellemzőek (más, sok tekintetben szintén tipikusnak tartott PC-s stratégiai játékból pedig hiányozhatnak). Ilyenek:

### Színek
Minden játékosnak van egy színe, amely megkülönbözteti az egységeit a többiekétől. Nyolc különböző szín közül lehet választani:
1 (királykék)
2 (vörös)
3 (sárga)
4 (barna)
5 (narancssárga)
6 (zöld)
7 (szürke)
8 (sötét türkiz)
A gazdátlan (színtelen) épületek vagy egységek elfoglalásakor azok színe felveszi az illető játékosét.

### Harc
A játék tulajdonképpeni lényege, a harc, a következő, a számítógépes stratégiai játékokban általában alkalmazott mechanizmuson alapul. Minden egységnek (az épületeknek is) van egy pontokban mért (és kattintásra zöld csíkkal is jelzett) "egészségszintje", ami azt jelzi, mennyire épek vagy sérültek. A katonai egységeknek, munkásoknak ezenkívül védő- és támadóerő-pontjai is vannak, illetve van egy típusra jellemző nagyságú látóterük, ami általában egyezik a támadási hatótávolsággal (kivétel a gyalogság és lovasság, akiknek a támadáshoz egymás közvetlen közelébe kell érniük). Az egymás látóterébe került, ellenséges egységek (hacsak másra parancsot nem kapnak) automatikusan megközelítik egymást (illetve az épületeket) annyira, hogy támadótávolba érjenek, majd animált hadi tevékenységbe kezdenek. Időegység alatt adott támadóerő-ponttal rendelkező egység adott mértékben csökkenti a támadott egység egészségi pontjait, és persze a támadott egység általában eközben szintén támadásaival csökkenti az ellenség egészségpontjait. Az egészségcsökkenés mértéke függ a támadott egység véderőpontjaitól is (a véderőpontoknak is több fajtája van, például külön mérik az ostromgépek és hajók által okozott sérülésekkel szembeni ellenállást és külön a gyalogsági támadásokkal szembeni védekezőképességet). Amelyik egységnek előbb elfogynak az egészségpontjai, az megsemmisül. Az emberek és harci állatok sérülését csak a kattintáskor látható zöld/piros folyamatábra jelzi, az épületek sérültségét azonban az egyre magasabbra csapó tűz-animáció is jelképezi.
Az egészségpontokat a papok gyógyítóereje regenerálni tudja (a gyógyítandó egységre kattintani kell, automatikus gyógyítás csak az AoK-től kezdve van), ehhez egy közvetlen közelben elhelyezkedő pap, és némi idő szükséges. Az épületeket és hajókat pedig a munkások tudják kijavítani, ez a gyártáshoz szükséges nyersanyagok újbóli, a sérüléssel arányos felhasználásával jár. A katapultok nem javíthatóak, de gyógyíthatóak (az AoK-től kezdve az ostromgépeket is javítani kell gyógyítás helyett).
Látható, hogy a magára hagyott egységek harca meglehetősen determinisztikus, némileg a sakkhoz hasonlóan (a bástya könnyen ütni képes a gyalogot, de megfordítva ez jóval nehezebb), a kimenetele elsősorban az egységek típusától, azok támadó-és védőerő-pontjainak viszonyától függ. Tehát amennyiben például két harci szekercés és egy hoplita csap össze, az eredmény általában előre megjósolhatóan a hoplita győzelme lesz.
Az erőviszony-mértékek abszolút voltát korlátozza viszont, hogy az egységek „körbeverik” egymást, nincsen olyan egység, ami minden jellemzőjében abszolúte uralkodó, kiemelkedően erős lenne (kivételek a hősök, de ezek száma mindig korlátozott, minthogy nem gyárthatóak). Az íjász sérülékeny, de mozgékony; a lovas mozgékony és az elefánt erős, de ha egyedül vannak, a nehézgyalogos könnyedén végez velük, viszont ő meg nemigen ellenálló a katapultokkal szemben.
A fenti determinisztikusság tehát megfelelő taktikával, a helyzet kihasználásával erősen lecsökkenthető. Például ha egy gyenge, de gyors lovas folyamatosan maga után csalogatja a lomha hoplitát, miközben néhány íjász lövi, az előzőtől teljesen más eredményt is kaphatunk, holott a pusztán pontmértékek figyelembe vételével elvárt erőviszonyok nem sokban különböznek az előző szituációtól.
A papoknak támadóerő helyett gyógyítósebességük, térítőerejük és térítőtávolságuk van, ezenkívül „regenerálódási” idejük (rejuvenation period; két térítés között ugyanis meghatározott időnek el kell telnie); a munkásoknak pedig raktározóképesség-pontjai (hány egység nyersanyagot képesek egyszerre hordozni) és munkavégzőképesség-pontjai is (ha ez nagyobb, akkor gyorsabban dolgoznak, például nagyobb a bányászósebességük).
Itt kell megemlítenünk két kivételesnek mondható jelenséget:
1. a papok által térítendő egységek áttérési ideje nem egyértelműen a pap erejétől és a mozdulatlan ellenfél páncélzatától függ, hanem nagyfokú véletlenszerűséget is mutat. Az áttérési idő ezért nem csak egységtípustól függő; és nem teljesen bejósolható az az idő, ami egy adott típusú egység áttérítéséhez szükséges.
2. A sziklákra (cliffs) és dombokra (elevations) épített őrtornyok, illetve az ilyen magaslatokon tartózkodó katonák támadóereje egészen az onnan való elmozdulásukig, megnövekszik, annál inkább, minél magasabb szintű magaslaton állnak (a sziklák elvileg korlátlan mértékben építhetőek egymásra, a domboknak pedig 9 szintje van, 0.-8.).

### Köd
A térkép legtöbb része minden küldetés kezdetén (hacsak azokban a küldetésekben, ahol erre a kezdetkor lehetőség nyílik, a reveal map feliratú jelölőnégyzetet ki nem pipáljuk) teljesen fekete (undiscovered area, azaz felfedezetlen terület), kivéve az egységeink körüli látóteret (egyébként adott egységtípusnak különféle nagyságú látótere van, a munkásoké és halászhajóké kicsi, az őrtornyoké nagyobb, legnagyobb a papoké és ostromgépeké). Azonban más civilizációk egységei – kivéve a már általunk felfedezett épületeiket – a felfedezett területeken is csak akkor látszanak, ha látóterünkbe kerülnek, vagyis a térképet állandóan egyfajta sajátos "köd" (fog of war) üli meg. A kormányzói palotákban (government centers) a bronzkortól kezdve kikutatható írás (writing) technológia azonban lehetővé teszi, hogy szövetségeseink egységeit is lássuk, sőt, az azok látóterébe került tárgyakat is.

### Gaia
Az Age of Empires szoftver tartalmaz egy rejtett vagy fiktív játékost, melyet Gaiának nevez. A küldetésszerkesztőben (scenario builder) rá kell kattintanunk, ha természeti erőforrásokat akarunk a térképbe építeni. Van háromféle, csak e játékos által generálható egység ill. épület; melyek mindig az elsőként rájuk bukkanó játékos irányítása alá kerülnek: fontosságukat az adja, hogy szerepelhetnek egyes single-player játékok nyerési feltételei között). Ezek:
- romok (ruins). Ezek némileg a Stonehenge kőegyüttesét imitáló épületek. Ezekre jellemző, hogy ha adott játékos adott egysége elhalad mellettük, akkor ez az adott játékos általi "elfoglalásukat" jelenti. Ha megtaláljuk az összes ilyet egy pályán, akkor előfordulhat, hogy adott ideig megtartva őket, ez a győzelmet jelenti.
- discoveries: ezeknek a némileg a nascai sziklarajzokra hasonlító ábrákat tartalmazó területeknek a felfedezése is biztosíthatja a győzelmet bizonyos játéktípusokban.
- artifactok: kerekes ládákra hasonlító egységek, melyek szerepüket tekintve hasonlítanak a romokhoz, a különbség annyi, hogy mozgathatóak.

A gaia játékos lehetőséget jelent a játéktervezőknek inaktív egységek elhelyezésére például „erősítésadás” céljából. Az ilyen rejtett egységek felfedezésükkor az "either" játékostípusú játékos tulajdonába kerülnek, színük (a gaia civ.-é zöldeskék) és formájuk tekintetében átveszik a felfedező civilizáció grafikai tulajdonságait. A rejtett egységek felfedezésükig inaktívak, és a CP játékosok sem támadják őket, bár véletlen támadásokra (mint például katapulttalálat) ellentámadással reagálhatnak: lényegében a "neutral" üzemmód egy szelídített formájának megfelelően viselkednek.

### „Pop limit”
Az Age of Empires I.-ben elvileg korlátlan számú épületet építhetünk, de egyszerre maximum 50 egységet tudunk fenntartani. Ezt elérve nem tudunk új egységet gyártani, amíg egy régi meg nem semmisül. A népességhatár – játékoszsargon szerint: „pop limit” (population limit, népességszám-korlát) átlépésére mégis van néhány lehetőség. Az egyik ilyen a más kultúrák egységeinek papok általi áttérítése. A másik módszer a plusz házak és harci egységek gyártására alkalmas épületek emelése. Amikor 49-nél jár egységeink száma az idő sebességét lecsökkentve egyszerre több (például 30) épületben kezdünk harcosokat tréningezni. Így 80, 90 egység sem ritka egy nagy offenzíva előtt.

### Mesterséges intelligencia
Az AoE egyik különlegessége (volt megjelenésekor, ma már inkább alapkövetelmény egy RTS-sel szemben) a kétszintű mesterséges intelligencia. Van egy apparátus, amely az egységek mozgását és egyénenkénti viselkedését szabályozza; amelynek minden RTS-ben kell lennie (ez a rendszer egyébként több elítélő véleményt kapott a kritikusoktól, ld. Hibák, hiányosságok), de a fejlesztők ezen kívül kiemelt figyelmet fordítottak a játékosszintű MI megvalósítására, amely a saját egységeket irányító mesterséges játékosok általános viselkedését szabályozza (mit építsen, milyen egységekkel támadjon stb.). Emögött az a cél lebegett, hogy az Empires az online többjátékos (internetes) üzemmódon kívül – amely az akkoriban megjelenő RTS-ek fő felhasználási formája volt – alkalmas legyen a valódi élményt, kihívást jelentő egyjátékos mód használatára is: az AoE mesterséges játékosai legalább olyan jól teljesítenek a véletlen pályákon, mint az előre megírt térképen folyó „beépített” küldetéssorokban. Ez az egységszintű MI-vel ellentétben a játék egyik kiemelkedően jól működő funkciója lett.
További különlegesség, hogy bizonyos mértékben (offline, azaz még a játék lezajlása előtt, de a játék közben nem) a felhasználók is belenyúlhatnak a játékosszintű MI működésébe; így bizonyos határig megszabhatjuk a számítógép irányította játékosok (például ellenségek) viselkedését. Az AoE automatikus játékosainak viselkedését olyan ún. stratégiafájlok (főképp a …\data*. mappában található .ai és .per típusúak) szabályozzák, melyek közönséges szövegszerkesztővel (notepad.exe) bárki által szerkeszthetőek, noha a stratégiák leírására használt programnyelv (szavai hosszú, puszta számsorok) nem túl felhasználóbarát. A stratégiafájlok részben különféle utasításokat (például hogy építs egy íjászatot, aztán gyűjs össze 100 fát, és képezz ki két íjászt) és beállítóparancsokat tartalmaznak (ne támadj egyszerre 5 katonával kevesebbel; semelyik két épületet ne építs 10 távolságegységnél közelebb egymáshoz stb.); az automatikus játékosok MI-je kiértékeli ezeket a parancsokat, és feltételeiket a játék során végig teljesíteni igyekszik.
A küldetésépítőben egy játékoshoz egy-egy „ai” (artificial intelligence) és „per” (personality) fájl rendelhető (ilyen fájlok pedig korlátlan számban létrehozhatóak és szerkeszthetőek, teret adva rendkívül sokféle választható stratégiának), az adott automatikus játékos a játék során ezen beállításoknak megfelelően fog viselkedni. Az .ai fájl lényegében egy egységlista, amely megadja, mely egységeket milyen sorrendben gyártson a CP. A per fájl pedig a már legyártott egységek viselkedését szabják meg. Az .ai és .per fájlokon kívül egyéb fájlok is megszabják azonban bizonyos mértékig az automata játékosok viselkedését; például ilyenek az ún. city plan fájlok (*.cty). és a rules.rps fájl (ezek is egyszerű ascii szövegfájlok).
A legkézenfekvőbb szabályzási lehetőség általában az *.ai fájlokkal történik; a *.per és a *.cty fájlokkal jóval nehezebb dolgozni. A térkép ugyanis nagyon erősen befolyásolja a CP-ek lehetőségeit és viselkedését, így ha az utasításokban foglaltak feltételei nem teljesülnek, akkor a CP nem fogja őket végrehajtani. A *.cty parancsokat egyébként akkor sem mindig pontosan hajtja végre a CP, ha a végrehajtási feltételek adottak (a városépítésre nézve ugyanis globálisabb parancsokat is észben tartanak a CP-k), ezért pl. várost tervezni akár ellenséges, akár szövetséges CP számára, melyet az játék közben megépítene (különösen falakat és tornyokat) még grafikus rajongói segédszoftverekkel is meglehetősen hálátlan feladat az AoE-ben.

## Játéktípusok
Az Age of Empires, hasonlóan egy sakktáblához vagy egy pakli kártyához, önmagában csak keretül szolgál számtalan játéktípusnak (hasonlóan ahhoz, ahogy a magyar kártyával lehet színreszínt, de ultit is játszani).
Az AoE több beépített, számítógép ellen játszható (single-player) küldetést és küldetéssort is tartalmaz, de lehetőség van arra, hogy internetkapcsolattal rendelkező játékosok egymás ellen vagy egymással szövetkezve teljesítsenek küldetéseket (multiplayer üzemmód); sőt a program egy beépített küldetés-építőt (scenario builder) is tartalmaz, melynek segítségével saját játékteret, térképet, városokat, egyszóval önálló játékokat építhetünk.

### Egyjátékos játéktípusok
- Scenario („küldetés”). Valamilyen meghatározott célt kell teljesíteni egy adott pályán: leggyakrabban az ellenfel(ek) összes egységét kell megsemmisíteni (kivéve a szállító-, halász- és kereskedőhajókat). A küldetésépítőben azonban számtalanféle cél kijelölhető: például egy adott egység adott területre való eljuttatása, egy megjelölt terület ("discovery") feltárása; stb.
- Campaign („hadjárat” v. küldetéssorozat). Küldetések sorozata, általában mindegyik küldetést a saját pályáján kell végrehajtani.
- Random map: a számítógép generál egy véletlen tárgyeloszlású térképet, és elhelyez rajta néhány ellenséges civilizációt, ezeket kell legyőzni. Ez nem csak a megsemmisítésükkel lehetséges (bár így is), például akkor is, ha először építünk fel egy igen költséges épületet (wonder), vagy elfoglaljuk és meghatározott ideig megtartjuk az összes, a térképen található ún. romot (ruin) vagy artifactot. A játék nagyjából véletlenszerűen helyez el ilyeneket a térképen, előfordul, hogy valamelyik fajtából egy sincs (vagy semelyikből sincs), de az is, hogy romok és artifact-ok is vannak. Beállításoktól függően egyéb lehetőségek is adódhatnak a győzelemre, például időhatár alatt a legtöbb pontot elérő játékos is győztes lehet.
  - Deathmatch: speciális random-map-játék, melyben minden játékos nagy mennyiségű feldolgozott erőforrással (étel-arany-fa stb.) indul. A bővebb erőforrások miatt jóval lendületesebb és általában nehezebb játékmód a sima random-map-játéknál, amelyben fontos szerepet kapnak az egyes civilizációk sajátosságai, a technológiáktól kezdve egészen a bónuszokig.

Mindezen játéktípusok a sorozat következő részeiben is hasonlóképp megtalálhatóak.

### Többjátékos (multiplayer) üzemmód
A multiplayer küldetések az egyjátékosoktól technikailag abban különböznek, hogy a játékosok "player type" (játékostípus) flagjének értéke "computer player" helyett "either". A "computer player" típusú játékosokat a számítógép fogja irányítani, míg az "either" típusú játékosok választható szerepek, melyek valódi játékosok közt kattintással kiválasztva, szétoszthatóak. Mindez persze elsősorban azt teszi lehetővé, hogy az interneten online módon többen, csoportosan használhassák az AoE-t. Offline szituációkban a multiplayer küldetéseknek az az érdekessége, hogy kiválaszthatjuk, melyik csapatot irányítsuk, vagyis lehetőség van az "ellenség" bőrébe is belebújni. Az Age of Empires, valamint folytatásai, maximum 8 játékos együttes részvételét támogatják, legyenek akár élő személyek, akár számítógép irányította szereplők (CP-k, vagyis computer playerek).

## Fogadtatás, kritikák
A játékmenettel, mesterséges intelligenciával kapcsolatos hibák és más kétségtelenül fennálló hiányosságok ellenére az AoE-t a szakma és a közönség is meglehetősen pozitívan értékelte. Bár nem kapott olyan jó kritikákat, mint a későbbi folytatások, fogadtatása azért kedvező volt, ezt az olyan metakritikai jellegű webhelyek játékleírás-gyűjteményei bizonyítják, mint pl. a Gamerankings vagy a Metacritic (10 pontból 8.3 pont), továbbá a Game Rankings, valamint a MobyGames (85 a 100-ból) és a GameStats (8.4 a 10-ből)

### Párhuzamok a Warcraft és Civilization II.-vel
Az 1996 óta működő Game Revolution játék-kritikai weblap az AoE-t a Civilization 2 és a Warcraft II sajátos kereszteződéseként értékelte, míg a GameSpot kritikusa – válaszul erre – azt jegyezte meg, hogy inkább „Warcraft II. tógában, halvány utalással a Civilizationra”. A vita meglehetősen jól jellemzi nemcsak az AoE-t, de a vele és műfajával kapcsolatos előítéleteket/elvárásokat is: akik történelmileg hiteles – de legalábbis valósághű – ókori társadalom-szimulátort vártak/várnak, azok igényeit az AoE nem teljesíti (sokat – elsősorban egy bizonyos hangulatot – tükröz az ókorból, de emellett csak egy játék és nem egy közgazdaságtudományi és történelmi modell. Közelebb áll a C&C-féle „aréna-RTS”-hez, mint a Civilization-féle városszimulátorokhoz; bár a játékmenet változatossága és beállíthatósága összetettségben jóval a „kill 'em all”-RTS-ek fölé emeli).
Az AoE részben valóban átvette a Warcraft több elemét is, így pl. a három nyersanyagos erőforrásmodellt (W II.: fa, arany, olaj; AoE: fa, élelem, arany, kő), valamint azt, hogy a lakosságlimitet a házak építése emeli, illetve az épületszerkezetet (városközpont, barakk, kikötő stb.).

### Pozitívumok
A kritikusok többsége elismerte az AoE-t mint általánosságban jól játszható, szórakoztató és ötletes (a történelmi témával kísérletezve, érdekes és kezdeményező) stratégiai játékot – ezen kívül többen dicsérték a grafikát, ami az akkori idők standardjainak jól megfelelt, sőt – pl. a Warcraft II.-t tekintve – túl is szárnyalt. A PC Gameworld kritikusa – miután a már-már kötelezőnek látszó párhuzamot a Warcraft II.-vel megvonta – a civilizációk közti különbségek meglétét is kiemelte mint pozitív elemet (erre a fejlesztők is meglehetősen büszkék voltak). A Game Revolution oldalán pedig dicsérték a rengeteg különféle egységet, és hozzátették: itt különösen látszik a gondos utánanézés, kutatás, ami – ahhoz képest, hogy csak egy játék – egységes és történetileg meglehetősen hiteles hangulatot kölcsönöz neki. A térkép- és küldetésszerkesztő is megnyerte a kritikusok és rajongók tetszését, nemcsak a léte pozitívum (ami az AoE idejében nem számított általánosnak), de hibátlanul működik és viszonylag könnyű megtanulni a kezelését.

### Hibák, hiányosságok
A negatív kritikákat többek között az egységek meglehetősen bosszantó jelenségeket produkáló vezérlése, a mesterséges intelligencia mozgatásért felelős része kapta. Ide tartozik például a katapultok túlzott agresszivitása (gyakorlatilag leállíthatatanul támadják a közeli ellenséget, nemcsak a támadások időzítését meghiúsítva, de nagy romboló erejük miatt sokszor a barátságos egységeket is elpusztítva), illetve a munkások útkereső algoritmusa (még a legmagasabb „high” beállításnál is hajlamosak beakadni a sziklák ill. fák közé), a path finding.
Kaptak bíráló megjegyzéseket a játék bizonyos irrealisztikus elemei is. Például a megfelelően fejlesztett íjászok meglehetősen hatékonyak még a masszív hadigályák és az óriási háromevezősoros hadihajók ellen is, ami egy valódi csatához viszonyítva, elég meglepő. Más hasonló jelenségek is tapasztalhatóak; pl. a katonák által megölt állatok nem használhatóak húsként, az őrtornyokba nem kell tüzérszemélyzet, vagy megkérdőjelezhető, hogy egyes fejlesztések miért pont azt a nyersanyagot igénylik, amit igényelnek (pl. a kerék feltalálása miért kerül nemcsak fába, de élelembe is?). A rajongók által sokszor kifogásolt (és modokkal feltornászott) 50 fő / játékos-os népességhatárt az egyik hivatásos kritikus is szóvá tette. 

### Díjak
Az Age of Empires számos díjat nyert, a legfontosabb és legelismertebb a Gamecenter 1997-es Az év játéka díja, valamint az AIAS Az Év Komputeres Stratégiai Játéka díja